# エレクトロニカ60
エレクトロニカ60（ロシア語: Электроника-60, 英語: Electronika 60）は、ヴォロネジにあるエレクトロニカによって1978年に登場した、ソビエト連邦領内向けのコンピューターである。
単体のエレクトロニカ60は、ディスプレイやストレージデバイスを持たないラックマウント型のコンピューターである。このコンピューターは、15IE-00-013 端末や入出力デバイスと一緒に使われることを前提にしている。メインロジックユニットは、M2 CPUボード上に置かれている。
M2 CPU 技術仕様 (PDP-11互換)
- ワード長: 16ビット
- アドレス空間: 32Kワード (64KB)
- RAM容量: 4Kワード (8KB)〜最大32Kワード（64KB）
- 命令数: 81
- 演算速度: 25万命令毎秒 (0.25MIPS)
- 浮動小数点数: 32ビット
- VLSIチップの数: 5個
- ボード寸法: 240mm × 280mm

テトリスの最初の実装は、アレクセイ・パジトノフによってエレクトロニカ60用に書かれたものである。
エレクトロニカ60は、グラフィックス機能を持っていなかったので、ブロックを表示するためにテキストが使われた。